# Birutė Pranevičienė
Birutė Pranevičienė (* in Litauen) ist eine litauische Juristin, Rechtswissenschaftlerin und Professorin für Verwaltungsrecht an der Mykolo Romerio universitetas (MRU).

## Leben
Von 1997 bis 2000 absolvierte Pranevičienė das Masterstudium der Rechtswissenschaften an der Vytautas-Magnus-Universität in Kaunas. Von 2000 bis 2002 promovierte sie nach dem Doktorstudium zum Thema „Kvaziteismai administracijos veiksmų teisėtumo kontrolės ir administracinių ginčų nagrinėjimo sistemoje“ an der Lietuvos teisės universitetas (LTU, heute Mykolo Romerio universitetas). Vom Februar 2002 bis zum Juni 2009 war sie als Rechtsberaterin beim Kaunas Legal aid center tätig.  2003 war sie Lektorin an der LTU, danach Dozentin am Lehrstuhl für Verwaltungsrecht und Verwaltungsprozessrecht, ab September 2003 Leiterin des Lehrstuhls für Recht an der Fakultät für öffentliche Sicherheit. Seit Juni 2010 ist sie Professorin am Lehrstuhl für Verwaltungsrecht und Verwaltungsprozessrecht der Rechtsfakultät der MRU. Vom 25. September 2004 bis zum 25. Oktober 2004 bildete sie sich weiter an der Hochschule Harz in Halberstadt mit einem Stipendium des Deutschen Akademischen Austauschdienstes (DAAD). 2010  bildete sie sich an der University of Massachusetts weiter. Ab April 2014 war sie Expertin im Projekt European Joint Masters in Strategic Border Management.
Pranevičienė spricht russisch und englisch.